# Дзюбинская, Ядвига
Ядвига Дзюби́нская (польск. Jadwiga Dziubińska; 10 сентября 1874 года, Варшава — 28 января 1937 года, Варшава) — польский политик, активист крестьянского движения, депутат Законодательного сейма (1919—1922 годы), автор новаторских педагогических программ. Основала множество сельскохозяйственных школ, в том числе в Соколувеке, Пщелине, Крушинеке и Старом Бжесце. Была одной из первых женщин, избранных в Законодательный сейм Второй Польской Республики после обретения Польшей независимости в 1918 году.

## Биография
Ядвига Теодозия Дзюбинская родилась в Варшаве 10 сентября 1874 года «в десять часов по полудню» в состоятельной интеллигентной семье. При рождении девочке дано было имя Теодозия (Ядвига Теодозия). Отец — Аполинарий Дзюби́нский — был чиновником Заемной кассы Варшавских промышленников (польск. Kasa Pożyczkowa Przemysłowców Warszawskich). Он много зарабатывал. Мать — Зо́фия (урожденная Гринва́льд) — воспитывала шестерых детей. Родители создали идеальные условия для полноценного умственного и физического развития детей. Они одинаково заботились об образовании и воспитании мальчиков и девочек. Ядвига Дзюбинская сначала училась дома, затем брала регулярные уроки в средней школе при школе-интернате имени Хенрика Чарноцкого, после окончания которой начала учиться в секретном Летучем университете (польск. Uniwersytet Latający). В 1891-1894 годах одновременно изучала биологические, социально-педагогические и историко-литературные науки. На формирование её взглядов, несомненно, повлияли выдающиеся ученые — преподаватели этого университета: Петр Хмеловский, Вацлав Налковский, Людвик Крживицкий, Эдуард Абрамовский.

## Научная деятельность
С 1895 года по 1896 год Ядвига Дзюбинская вела просветительскую работу в читальных залах Варшавы и её окрестностей. Поворотным моментом в жизни Ядвиги Дзюбинской стали летние каникулы 1897 года, проведенные с родителями в деревне. В это время она встретила новый мир, о котором написала в своей биографии:
В эти жаркие времена во мне проснулось желание полностью посвятить себя работе по оживлению села. Я уехала из Келецкого в деревню Хвалибоске (теперь район Славкова), где прожила полтора года в загородном доме, тайно обучая детей и собирая по вечерам молодежь. Во время празднования 100-летия Мицкевича в 1897 году я ездила из деревни в деревню, читая конспирологические лекции и рассказы о Мицкевиче. Как тепло я тогда познакомилась с местными жителями и познакомилась с их бытом.
В 1899 году окончила двухгодичные курсы пчеловодов и садоводов в Варшаве. После их завершения и ознакомления с тяжелыми условиями жизни в деревне Ядвига Дзюбинская посвятила себя организации культурных центров для сельской молодежи, где сельскохозяйственная и фермерская деятельность должна была сочетаться с общей формой и образованием.
Её намерения совпали с действиями Варшавского пчеловодческого и садоводческого общества. Благодаря совместным усилиям этого общества и Ядвиги Дзюбинской в Отрембусах близ Брвинова был основан центр обучения сельской молодежи под названием «Пщелин». Это была мужская школа, существовавшая на пожертвования общества и субсидию Варшавского общества пчеловодства и садоводства. С 1900 года функции менеджера были возложены на Ядвигу Дзюбинскую. Разработанная ею новаторская учебная программа, реализованная в течение одного года обучения, на первое место ставила следующие задачи: хорошая подготовка учащихся к профессии, пробуждение общекультурных интересов, воспитание в патриотическом духе и подготовка к активной общественной жизни. Она основала первый в Пщелине студенческий кооператив. Вся школьная жизнь основывалась на самоуправлении, к которому на равных правах принадлежали учителя и ученики.
В 1901-1902 годах ездила в Чехию, Германию, Данию, Швецию и Бельгию с целью ознакомления с программами и методами обучения и воспитания в народных вузах в сельскохозяйственных школах. Вернувшись в деревню, с 1903 года она была соорганизатором, а затем заведующей курсами охраны в «Мариадвинке» под Варшавой.
В 1904 году Ядвига Дзюбиньская приехала в Куя́вию. Здесь, в Крушинеке, в имении Ирены Гаацкой, по её инициативе была создана школа для девочек-будущих хороших хозяек. Студенты получили знания в области рационального питания, шитья, ткачества, земледелия и животноводства. В созданном на месте детском доме воспитанники получили навыки работы с детьми дошкольного возраста. Интересной формой обучения были поездки на близлежащие рабочие места, поездки по стране и даже поездки за границу. В школе большое внимание уделялось эстетическому воспитанию. Как один из ведущих просветительских активистов Ядвига Дзюбиньская способствовала разработке новых учебных программ и концепций народного образования. Она помогла организовать другие пчелиные школы в Соколовке и Голотчизне.

## Первая мировая война
После начала Первой мировой войны в 1914 году, после принудительного закрытия школы в Крушинеке, Ядвига Дзюбинская приехала в Варшаву, где работала в  Польском Обществе помощи жертвам войны. В мае 1915 года она уехала в Россию в «самое длинное путешествие в своей жизни». В 1915—1917 годах по поручению Общества обеспечивала одеждой, продуктами и организовывал медицинскую помощь полякам — военнопленным и беженцам. Объезжая сибирские лагеря, она приносила заключенным слова ободрения, призывала ссыльных к самоорганизации и созданию кружков взаимопомощи.

## В освобожденной Польше
Осенью 1918 года Ядвига Дзюбинская вернулась в освобожденную Польшу. Принимала участие в деятельности Польская народная партия «Вызволение», в которой была членом Ревизионной комиссии (1921 год) и Главного правления (с 1921 года по 1923 год, с 1927 года по 1931 год). От имени партии 25 января 1919 года она стала депутатом Законодательного сейма от избирательного округа Влоцлавек. Она работала в трех комитетах: по образованию, здравоохранению и социальному обеспечению. Наиболее активной её деятельность была в комитете по образованию, особенно при подготовке проекта закона о народных сельскохозяйственных школах. Проект был принят Сеймом в июле 1920 года. Ядвига Дзюбинская вместе с другими представителями парламентского комитета путешествовала по Польше, отбирая помещичьи поместья для основания сельскохозяйственных школ. В марте 1922 года она появилась в Старом Бжесце и участвовала в выделении земли из государственной собственности для строительства школы. Второй частью её деятельности в то время была репатриация поляков из России. После 1918 года публиковалась в «Вызволении» — еженедельнике Польской народной партии «Вызволение».
После 1922 года она отошла от политической жизни и вновь занялась пропагандой образования. Руководила Институтом образования и культуры имени Станислава Сташица. Она ставила перед собой цель «пробудить и сосредоточить всю образовательную и культурную деятельность людей на всей территории Республики Польша и продвигать принцип гражданской свободы». В 1925 году Ядвига Дзюбинская участвовала в работе Государственного сельскохозяйственного совета как представитель народных сельскохозяйственных школ. В 1927 году она создала Семинар для преподавателей сельскохозяйственных школ совместно с Народным университетом в Соколувеке. Она организовывала различные формы обучения сельской молодежи и также участвовала в формировании образовательных программ народных средних школ, находящихся в ведении Центрального союза сельской молодежи (польск. Centralny Związek Młodzieży Wiejskiej), а после раскола в этой организации в 1928 году она сотрудничала с Союзом сельской молодежи РП Вичи (польск. Związkiem Młodzieży Wiejskiej RP Wici).
В честь Ядвиги Дзюбинской названы несколько Школьных комплексов Центра сельскохозяйственного образования в Здуньской Домбровой возле Ловича и группа естественных и бизнес-школ в Тарце под Яроцином.

## Награды
- Крест Независимости (польск. Krzyż Niepodległości). Лента с крестом и медалью.
- Орден Возрождения Польши (польск. Order Odrodzenia Polski, лат. Polonia Restituta). 2 мая 1923 года Ядвига Дзюбинская Кавалер Офицерского креста ордена «Возрождение Польши» четвёртой степени[3].